# شهدخوار دم‌آتشی
شهدخوار دم‌آتشی (نام علمی: Aethopyga ignicauda) نام یک گونه از سرده شهد خواران درخشان است.
این پرنده در قسمت‌های شمالی شبه قاره هند، اکثر نقاط هیمالیا، و مناطقی از آسیای جنوب شرقی حضور دارد. این گونه در بنگلادش، بوتان، هند، میانمار، نپال، تایلند و تبت یافت می‌شود. زیستگاه طبیعیش نیز جنگل‌های کوهستانی است.